# Верещагин, Василий Андреевич
Васи́лий Андре́евич Вереща́гин (27 апреля [9 мая] 1859, Воронежский уезд, Воронежская губерния — 9 января 1931, Аньер-сюр-Сен) — русский библиофил, библиограф, историк искусства.

## Биография
Василий Андреевич Верещагин родился 27 апреля (9 мая) 1859 в селе Репное Воронежской губернии.
Окончил Императорское училище правоведения в 1880, служил в Министерстве юстиции и Государственной канцелярии. В феврале 1900 года назначен помощником статс-секретаря Государственного Совета. Действительный статский советник и камергер Двора Его Императорского Величества, гофмаршал, член Совета Академии художеств.
Организовал в 1903 году «Кружок любителей русских изящных изданий» и был бессменным руководителем этой первой юридически оформленной библиофильской организации. Перу Верещагина принадлежат многие капитальные библиографические работы, в том числе: «Русские иллюстрированные издания XVIII и XIX столетий (1720—1870)» (1898), первый выпуск «Материалов для библиографии русских иллюстрированных изданий» (1908). Написал одну из первых книг об отечественном экслибрисе — «Русский книжный знак» (1902). Основатель журнала «Старые годы» и его редактор в первый год издания (1907). Редактировал журнал «Русский библиофил» (1915—1916). Печатался с историко-литературными статьями в журнале «Столица и усадьба» (1913—1917). Получил звание действительного члена Императорской Академии художеств (1913).
В годы революции (1917—1918) — председатель Комиссии по охране памятников искусства. В июле 1917 года возглавил Художественную комиссию по приемке движимого имущества Петербургских дворцов бывшего Петроградского Дворцового Управления. В 1921 году эмигрировал, в 1925—1931 гг. руководил библиофильским Обществом друзей русской книги в Париже. При его непосредственном участии в Париже выходят первые выпуски сборника «Временник общества друзей русской книги»
Неоспоримым фактом является влияние В. А. Верещагина на разнообразие форм библиофильского движения в России, ставшего одним из факторов развития российской культуры в эпоху Серебряного века, а также неоспоримым является вклад библиофила в историю и теорию библиофильства.
Скончался в предместье Парижа, городе Аньер.
- В.А.Верещагин. Памяти прошлого. Статьи и заметки
- Временник Общества Друзей Русской Книги
- Русский книжный знак 1902 год

## Книги
1. Русские иллюстрированные издания XVIII и XIX столетий (1720—1870): Библиогр. опыт / В. А. Верещагин. — Санкт-Петербург: тип. В. Киршбаума, 1898. — XXXVIII, 309 с.
2. Русский книжный знак = L’ex-libris russe / В. А. Верещагин. — Санкт-Петербург: Печатня Р. Голике, 1902. — [4], 7, [2] с., 125 [2] л. ил.
3. В. А. Верещагин. Разоренное гнездо. СПб.: Сириус, 1908.
4. В. А. Верещагин. Из жизни Кружка. Взгляд и нечто (К юбилею Кружка любителей русских изящных изданий. 1903 −1913.) СПб., 1913
5. Материалы для библиографии русских иллюстрированных изданий. Вып. 1. № 1—200 / Составил В. А. Верещагин. — Кружок любителей русских изящных изданий, 1908. — 44 с.
6. В. А. Верещагин. Русская карикатура. 3 тома Спб 1911—1913
7. Памяти прошлого: Ст. и заметки. — Санкт-Петербург: тип. Сириус, 1914. — 211, [5] с., 53 л. ил.
8. Русская и иностранная книга XV—XIX века. — Санкт-Петербург: Кружок любителей русских изящных изданий, 1914. — 129 с.
9. Московский Аполлон: Альбом князя А. М. Белосельского, 1752—1809 / В. А. Верещагин. — П.: тип. Сириус, 1916. — 82, [2] с., 1 л. факс., 9 л. ил.
10. Альбом старого Львова. – Петроград: Тип. Сириус, 1917. – [9] с., [50] л. ил.
11. Кружок любителей изящных изданий СПБ. 1903—1916 // Временник общества друзей русской книги, № 2. — Париж, 1928. — С. 73—84.

## Комментарии
1. ↑  Село Репное[2] входило в состав Воронежского уезда[3]; ныне — в черте Воронежа[4].